# Маца
Маца́ (от др.-евр. מַצָּה‬, ашкеназ. ма́цо; чаще мн. ч. מַצּוֹת‬, мацо́т; в русской традиции — «опре́сноки») — лепёшка из теста, не прошедшего сбраживание, разрешённого к употреблению в течение еврейского праздника Песах (в отличие от квасного, запрещённого в этот праздник). Йеменские евреи, иракские евреи, марокканские евреи используют мягкую мацу.

Берут пару лепёшек и разламывают одну из них пополам. Половину разломанной мацы вкладывают внутрь целой, и благословляют…
Оригинальный текст (иврит)ולוקח שני רקיקין וחולק אחד מהן ומניח פרוס לתוך שלם ומברך‎
— Мишне Тора, Времена, Законы квасного и мацы 8:6

## Религиозная традиция в иудаизме

### Источник заповеди
Заповедь употребления мацы в Торе восходит к указанию, данному Богом евреям накануне исхода из Египта, переждать ночь 14 нисана в домах, косяки которых будут помечены кровью ягнят, в то время как Бог поражает египетских первенцев в ходе совершения последней из десяти казней египетских. Помимо прочего, по описанию Торы, Бог повелел включить мацу в совершаемую в ту ночь трапезу и увековечить события исхода празднованием Песаха, праздника мацы (в русской традиции «опресноков») и запрета употребления квасных продуктов:

Пусть съедят мясо его в сию самую ночь, испечённое на огне; с пресным хлебом (дословно מַצּוֹת‎ мацо́т) и с горькими [травами] пусть съедят его; … И да будет вам день сей памятен, и празднуйте в оный праздник Господу во [все] роды ваши; [как] установление вечное празднуйте его. Семь дней ешьте пресный хлеб (дословно מַצּוֹת‎ мацо́т); с самого первого дня уничтожьте квасное в домах ваших, ибо кто будет есть квасное с первого дня до седьмого дня, душа та истреблена будет из среды Израиля. И в первый день да будет у вас священное собрание, и в седьмой день священное собрание: никакой работы не должно делать в них; только что есть каждому, одно то можно делать вам. Наблюдайте опресноки (дословно הַמַּצּוֹת‎ ха-мацо́т), ибо в сей самый день Я вывел ополчения ваши из земли Египетской, и наблюдайте день сей в роды ваши, как установление вечное. С четырнадцатого дня первого месяца, с вечера ешьте пресный хлеб (дословно מַצֹּת‎ мацо́т) до вечера двадцать первого дня того же месяца; семь дней не должно быть закваски в домах ваших, ибо кто будет есть квасное, душа та истреблена будет из общества Израилевых — пришлец ли то, или природный житель земли той. Ничего квасного не ешьте; во всяком местопребывании вашем ешьте пресный хлеб (дословно מַצּוֹת‎ мацо́т).
Оригинальный текст (иврит) וְאָכְלוּ אֶת הַבָּשָׂר בַּלַּיְלָה הַזֶּה צְלִי אֵשׁ וּמַצּוֹת עַל מְרֹרִים יֹאכְלֻהוּ... וְהָיָה הַיּוֹם הַזֶּה לָכֶם לְזִכָּרוֹן וְחַגֹּתֶם אֹתוֹ חַג לַיהוָה לְדֹרֹתֵיכֶם חֻקַּת עוֹלָם תְּחָגֻּהוּ. שִׁבְעַת יָמִים מַצּוֹת תֹּאכֵלוּ אַךְ בַּיּוֹם הָרִאשׁוֹן תַּשְׁבִּיתוּ שְּׂאֹר מִבָּתֵּיכֶם כִּי כָּל אֹכֵל חָמֵץ וְנִכְרְתָה הַנֶּפֶשׁ הַהִוא מִיִּשְׂרָאֵל מִיּוֹם הָרִאשֹׁן עַד יוֹם הַשְּׁבִעִי. וּבַיּוֹם הָרִאשׁוֹן מִקְרָא קֹדֶשׁ וּבַיּוֹם הַשְּׁבִיעִי מִקְרָא קֹדֶשׁ יִהְיֶה לָכֶם כָּל מְלָאכָה לֹא יֵעָשֶׂה בָהֶם אַךְ אֲשֶׁר יֵאָכֵל לְכָל נֶפֶשׁ הוּא לְבַדּוֹ יֵעָשֶׂה לָכֶם. וּשְׁמַרְתֶּם אֶת הַמַּצּוֹת כִּי בְּעֶצֶם הַיּוֹם הַזֶּה הוֹצֵאתִי אֶת צִבְאוֹתֵיכֶם מֵאֶרֶץ מִצְרָיִם וּשְׁמַרְתֶּם אֶת הַיּוֹם הַזֶּה לְדֹרֹתֵיכֶם חֻקַּת עוֹלָם. בָּרִאשֹׁן בְּאַרְבָּעָה עָשָׂר יוֹם לַחֹדֶשׁ בָּעֶרֶב תֹּאכְלוּ מַצֹּת עַד יוֹם הָאֶחָד וְעֶשְׂרִים לַחֹדֶשׁ בָּעָרֶב. שִׁבְעַת יָמִים שְׂאֹר לֹא יִמָּצֵא בְּבָתֵּיכֶם כִּי כָּל אֹכֵל מַחְמֶצֶת וְנִכְרְתָה הַנֶּפֶשׁ הַהִוא מֵעֲדַת יִשְׂרָאֵל בַּגֵּר וּבְאֶזְרַח הָאָרֶץ. כָּל מַחְמֶצֶת לֹא תֹאכֵלוּ בְּכֹל מוֹשְׁבֹתֵיכֶם תֹּאכְלוּ מַצּוֹת
— Исх. 12
Тора и в дальнейшем предписывает употребление мацы в Песах как напоминание о том, что во время исхода:

И испекли они [сыны Израилевы] из теста, которое вынесли из Египта, пресные лепёшки (дословно עֻגֹת מַצּוֹת‎ уго́т мацо́т — «выжатые лепёшки» или «лепёшки мацы»), ибо оно ещё не вскисло, потому что они выгнаны были из Египта и не могли медлить, и даже пищи не приготовили себе на дорогу.
Оригинальный текст (иврит)וַיֹּאפוּ אֶת הַבָּצֵק אֲשֶׁר הוֹצִיאוּ מִמִּצְרַיִם עֻגֹת מַצּוֹת כִּי לֹא חָמֵץ, כִּי גֹרְשׁוּ מִמִּצְרַיִם וְלֹא יָכְלוּ לְהִתְמַהְמֵהַּ וְגַם-צֵדָה לֹא-עָשׂוּ לָהֶם
— Исх. 12:39

Наблюдай месяц Авив, и совершай Пасху Господу, Богу твоему, потому что в месяце Авиве вывел тебя Господь, Бог твой, из Египта ночью. И заколай Пасху Господу, Богу твоему, из мелкого и крупного скота на месте, которое изберёт Господь, чтобы пребывало там имя Его. Не ешь с нею квасного; семь дней ешь с нею опресноки, хлебы бедствия (дословно מַצּוֹת לֶחֶם עֹנִי‎ мацо́т ле́хем они́ «мацу, хлеб бедноты»), ибо ты с поспешностью вышел из земли Египетской, дабы ты помнил день исшествия своего из земли Египетской во все дни жизни твоей; … Шесть дней ешь пресные хлебы (дословно מַצּוֹת‎ мацо́т), а в седьмой день отдание праздника Господу, Богу твоему; не занимайся работою.
Оригинальный текст (иврит)שָׁמוֹר אֶת חֹדֶשׁ הָאָבִיב וְעָשִׂיתָ פֶּסַח לַיהוָה אֱלֹהֶיךָ כִּי בְּחֹדֶשׁ הָאָבִיב הוֹצִיאֲךָ יְהוָה אֱלֹהֶיךָ מִמִּצְרַיִם לָיְלָה. וְזָבַחְתָּ פֶּסַח לַיהוָה אֱלֹהֶיךָ צֹאן וּבָקָר בַּמָּקוֹם אֲשֶׁר יִבְחַר יְהוָה לְשַׁכֵּן שְׁמוֹ שָׁם. לֹא תֹאכַל עָלָיו חָמֵץ שִׁבְעַת יָמִים תֹּאכַל עָלָיו מַצּוֹת לֶחֶם עֹנִי כִּי בְחִפָּזוֹן יָצָאתָ מֵאֶרֶץ מִצְרַיִם לְמַעַן תִּזְכֹּר אֶת יוֹם צֵאתְךָ מֵאֶרֶץ מִצְרַיִם כֹּל יְמֵי חַיֶּיךָ... שֵׁשֶׁת יָמִים תֹּאכַל מַצּוֹת וּבַיּוֹם הַשְּׁבִיעִי עֲצֶרֶת לַיהוָה אֱלֹהֶיךָ לֹא תַעֲשֶׂה מְלָאכָה
— Втор. 16
Маца является таким образом важнейшим компонентом пасхальной трапезы, после того как принесение пасхальной жертвы стало невозможным после разрушения Храма.
Во времена Храма маца предписывалась также при совершении хлебных приношений, которые запрещалось готовить из квасного теста (Лев. 2:11).
Маца (в русском синодальном переводе «пресные хлебы» или «опресноки») неоднократно упоминается в Танахе и вне контекста повествования об исходе, например, в качестве угощения, предложенного Лотом гостям в Книге Бытия (Быт. 19:3) и поданного Саулу Аэндорской волшебницей в Книге Самуила (1Цар. 28:24), или в качестве приношения Ангелу Божьему, совершенного Гедеоном в Книге Судей (Суд. 6:19).

### Исполнение заповеди
Большинство толкователей Торы склонялось к мнению, что заповедь употребления мацы является обязательной только в отношении первого вечера Песаха и не распространяется на остальные шесть дней праздника, не умаляя при этом запрета на потребление квасного во все дни праздника. Вавилонский Талмуд в трактате «Псахим» объясняет, что формулировка «шесть дней ешь пресные хлебы, а в седьмой день отдание праздника Господу, Богу твоему» (Втор. 16:8) не свидетельствует об обязанности (хова), а лишь о позволении (рашут) есть мацу во все дни Песаха, в то время как обязанность есть мацу в первый вечер Песаха однозначно основывается на формулировке «[С четырнадцатого дня первого месяца] с вечера ешьте пресный хлеб» (Исх. 12:18).
К выводу о необязательности потребления мацы в дни Песаха, следующие за первым вечером праздника, приходят и Маймонид в «Книге заповедей», Рашбам, Шулхан арух и другие источники. При этом некоторые другие толкователи, среди которых Виленский гаон и Авраам ибн Эзра, склонялись к мнению, что потребление мацы обязательно во все семь дней Песаха, или считали, как Хатам Софер, что данное действие, хоть и не обязательно, отражает волю Всевышнего.
Существует также запрет на употребление мацы в день перед Песахом (с утра и до начала праздника), однако в ряде общин принято не есть мацу уже с начала нисана.

## Пресное тесто в христианстве
Для католиков, православных армян и ряда[кто?] протестантов, использующих в евхаристии опресноки, гостия символизирует чистоту, истину и безгрешное тело Христа, а закваска символизирует грех:

И, взяв хлеб и благодарив, преломил и подал им, говоря: сие есть тело Мое, которое за вас предается; сие творите в Мое воспоминание.
— Лк. 22:19

Нечем вам хвалиться. Разве не знаете, что малая закваска квасит все тесто? Итак очистите старую закваску, чтобы быть вам новым тестом, так как вы бесквасны, ибо Пасха наша, Христос, заклан за нас. Посему станем праздновать не со старою закваскою, не с закваскою порока и лукавства, но с опресноками чистоты и истины.
— 1Кор. 5:6,7

Как не разумеете, что не о хлебе сказал Я вам: берегитесь закваски фарисейской и саддукейской? Тогда они поняли, что Он говорил им беречься не закваски хлебной, но учения фарисейского и саддукейского.
— Мф. 16:11,12
В православии, напротив, в евхаристии используется квасной хлеб (см. просфора), а закваска символизирует человеческую природу Христа:

Употреблять хлеб без дрожжей значит подразумевать, что Христос не имел человеческой души, и таким образом, впасть в ересь Аполлинария.— Никита Стифат, «Против латинян»
Также восточное христианство в споре об опресноках приводит в качестве аргумента цитату из Евангелия от Матфея:

Царство Небесное подобно закваске, которую женщина, взяв, положила в три меры муки, доколе не вскисло всё.
— Мф. 13:33

## Кровавый навет на евреев
В антисемитской литературе и в народных суевериях маца связывается с употреблением крови христианских младенцев. Использование крови животных и крови человека в пищу в иудаизме строго запрещено. Кровь и любые другие выделения человеческого организма являются ритуально нечистыми (Лев. 15). Кровь убитых животных не может употребляться в пищу, она должна быть выведена из тела животного и захоронена (Лев. 17:12, 13).

## Блюда из мацы
Из мацы приготавливают также различные блюда, например, мацебрай, кнейдлах и даже пиццу.

## Маца шмура
Любая маца готовится таким образом, чтобы мука и вода соприкасались строго ограниченное время, не более 18 минут. В противном случае в тесте начнётся процесс брожения, и маца станет «хамецом».
Для изготовления мацы шмуры (מצה שמורה‎ — «сохранная») муку особенно оберегают и следят, чтобы уже с момента помола она не соприкасалась с любой жидкостью или влагой. В Талмуде (Псахим 38 б) и Шулхан арухе (Орах хаим 453:4) говорится о трёх уровнях охраны мацы. Первый и самый высокой уровень — для мацы использовалась пшеница, которую оберегали от соприкосновения с водой с момента жатвы. Второй уровень — для мацы использовалась мука, которую оберегали от соприкосновения с водой с момента помола. Третий и самый низкий уровень — для мацы использовалась мука, которую просто купили в магазине.
Обычная маца выпекается на заводах в автоматическом режиме и имеет квадратную форму. Мацу шмуру выпекают вручную и она имеет округлую, неровную форму.